# Delfin Albano
Delfin Albano est une municipalité de la province d’Isabela, aux Philippines.